# La grande fiamma
La grande fiamma (Reunion in France) è un film del 1942 diretto da Jules Dassin. È un film drammatico romantico statunitense con Joan Crawford, John Wayne, Philip Dorn.
Ambientato in Francia nel 1940, è incentrato sulle vicende di una donna che, sospettando che il suo amante abbia connessioni con i nazisti, aiuta un pilota statunitense abbattutosi.

## Produzione
Il film, diretto da Jules Dassin su una sceneggiatura di Jan Lustig, Marvin Borowsky, Marc Connelly e Charles Hoffman, fu prodotto da Joseph L. Mankiewicz per la Metro-Goldwyn-Mayer e girato dal 30 giugno al 9 settembre 1942. Il titolo di lavorazione fu Reunion. Il brano (I'll Be Glad When You're Dead) You Rascal You fu composto da Charles Davenport.

## Distribuzione
Il film fu distribuito negli Stati Uniti con il titolo Reunion in France dal 25 dicembre 1942 al cinema dalla Metro-Goldwyn-Mayer.
Le altre uscite internazionali sono state:
- nel Regno Unito il 24 maggio 1943 (Mademoiselle France)
- in Svezia il 22 gennaio 1945 (Det hände i Paris)
- in Finlandia il 18 febbraio 1945 (Niin tapahtui Pariisissa)
- in Portogallo il 2 agosto 1945 (Encontro em França)
- in Spagna (Reunión en Francia)
- in Venezuela (Reunión en Francia)
- in Ungheria (Összejövetel Franciaországban)
- in Grecia (Meta tin kataishyni)
- in Belgio (Quelque part en France)
- in Francia (Réunion en France)
- in Jugoslavia (Sastanak u Francuskoj)
- in Polonia (Spotkanie we Francji)
- in Italia (La grande fiamma)

### Critica
Secondo il Morandini il film è un "melodramma di propaganda targato MGM che tenta invano di essere insieme uno sventolabandiere e un ritratto di donna". Secondo Leonard Maltin il film è una "patinata storia sentimentale" in cui "gli elementi propagandistici risultano molto datati".

### Promozione
Le tagline sono:
- "WHAT A THRILL! Startling drama of a stranded Yankee flyer and a Parisian beauty!".
- "The Picture Of The Hour! France In Open Revolt! Leaping From The Headlines! The Underground Of Paris!".